# Verenigde Staten op de Olympische Zomerspelen 1912
De Verenigde Staten namen deel aan de Olympische Zomerspelen 1912 in Stockholm, Zweden. De Amerikanen wonnen het medailleklassement met in totaal 63 medailles.

## Medailles
Alle hieronder genoemde medaillewinnaars zijn mannen, tenzij anders vermeld.

### 1Goud
- Atletiek
  - 100 meter: Ralph Craig
  - 110 meter horden: Fred Kelly
  - 200 meter: Charles Stoddard
  - 3000 meter: Amerikaanse team
  - 400 meter: Charles Reidpath
  - 4x4000 meter estafette: Amerikaanse team
  - 800 meter: Ted Meredith
  - Tienkamp: Jim Thorpe
  - Kogelslingeren: Matt McGrath
  - Hoogspringen: Alma Richards
  - Hoogspringen uit stand: Platt Adams
  - Verspringen: Albert Gutterson
  - Vijfkamp: Jim Thorpe
  - Polsstokhoogspringen: Harry Babcock
  - Kogelstoten: Pat McDonald
  - Kogelstoten, links- en rechtshandig: Ralph Rose
- Schieten
  - 25 meter snelvuurpistool (60 shots): Alfred Lane
  - 50 meter militair pistool (team): Amerikaanse team
  - 50 meter pistool (60 shots): Alfred Lane
  - 50 meter geweer liggend (60 shots): Frederick Hird
  - Team kleiduivenschieten: Amerikaanse team
  - Team geweer schieten: Amerikaanse team
  - Individueel kleiduivenschieten (125 doelen): James Graham
- Zwemmen
  - 100 meter rugslag: Harry J. Hebner
  - 100 meter vrije stijl: Duke Paoa Kahanamoku

| - Atletiek - 10.000 meter: Lewis Tewanina - 100 meter: Alvah Meyer - 110 meter horden: James Wendell - 1500 meter: Abel Kiviat - 800 meter: Mel Sheppard - Discuswerpen: Richard Leslie Byrd - Hoogspringen uit stand: Benjamin Adams - Verspringen uit stand: Platt Adams - Vijfkamp: James Donahue - Polsstokhoogspringen: Frank Nelson en Marc Wright - Kogelstoten: Ralph Rose - Kogelstoten, links- en rechtshandig: Pat McDonald - Schieten - 100 meter rennend hert (enkel schot): Amerikaanse team - 50 meter pistool (60 shots): Peter J. Dolfen - 600 meter vrij geweer: Carl Townsend Osburn - 300 meter militair geweer (drie posities): Carl Townsend Osburn - Zwemmen - 4x200 meter vrije stijl estafette: Amerikaanse team | - Atletiek - 100 meter: Don Lippincott - 110 meter horden: Martin Hawkins - 1500 meter: Norman Taber - 400 meter: Edward F. Lindberg - 800 meter: Ira Nelson Davenport - Discuswerpen: James Duncan - Kogelslingeren: Clarence Childs - Hoogspringen: George Leslie Horine - Verspringen uit stand: Benjamin W. Dadams - Marathon: Gaston Strobino - Polsstokhoogspringen: Frank Dwyer Murphy - Kogelstoten: Laurence Atwood Whitney - Wielersport - Individuele tijdrit: Carl Schutte - Ploegentijdrit: Amerikaanse team - Paardensport / Eventing: Amerikaanse team - Schieten - 25 meter kleinkalibergeweer: Amerikaanse team - 50 meter kleinkalibergeweer: Amerikaanse team - 600 meter vrij geweer: John E. Jackson - Zwemmen - 100 meter vrije stijl: Kenneth Huszagh |

Australazië · België · Bohemen · Canada · Chili · Denemarken · Duitsland · Egypte · Finland · Frankrijk · Griekenland · Groot-Brittannië · Hongarije · IJsland · Italië · Japan · Luxemburg · Nederland · Noorwegen · Oostenrijk · Portugal · Rusland · Servië · Turkije · Verenigde Staten · Zuid-Afrika · Zweden · Zwitserland